# Tricorythodes allectus
Tricorythodes allectus är en dagsländeart som först beskrevs av James George Needham 1905.  Tricorythodes allectus ingår i släktet Tricorythodes och familjen Leptohyphidae. Inga underarter finns listade i Catalogue of Life.